# The One (Trina)
The One è il sesto album in studio della rapper statunitense Trina, pubblicato l'8 settembre 2017.

## Tracce
1. Intro (feat. DJ Khaled) – 1:05
2. Get Money – 3:14 (testo: Richard Preston Butler Jr., Katrina Taylor – musica: D’Town Tha Great e Rico Love)
3. On His Face (feat. Lightskin Keisha) – 3:19 (testo: Taylor, Keisha – musica: Audio Jones)
4. New Thang (feat. 2 Chainz) – 3:51 (testo: Taylor, Tauheed Epps – musica: Rico Love, Earl & E)
5. Situation (feat. Lil Wayne) – 5:04 (testo: Taylor, Dwayne Carter, Jr – musica: Audio Jones)
6. Ride Clean (feat. Plies e Boosie Badazz) – 3:11 (testo: Taylor, Torrence Hatch Jr, Algernod Lanier Washington – musica: Rico Love, Diego Ave)
7. BAPS (feat. Nicki Minaj) – 4:01 (testo: Taylor, Onika Maraj, Bryan Williams, Christopher Dorsey, Byron Thomas, Terius Gray, Carter Jr. – musica: Audio Jones)
8. Feed Me Lies (feat. Roquois) – 4:16 (testo: Taylor, Roquois)
9. For You (feat. Sevyn Streeter) – 3:13 (testo: Taylor, Amber Streeter – musica: Audio Jones)
10. Fuck Boy (Remix) (feat. Molly Brazy & Tokyo Jetz) – 2:21 (testo: Taylor, Molly Brazo,)
11. Photo (feat. Roquois) – 3:11 (testo: Taylor, Roquois)
12. Can I Live (feat. Dave East) – 3:38 (testo: Taylor, David Brewster, Jr. – musica: Rico Love, Kasanova)
13. Water (feat. Rico Love) – 3:30 (testo: Butler Jr., Taylor – musica: D’Town Tha Great, Rico Love)
14. If It Ain’t Me (feat. K. Michelle) – 3:41 (testo: Taylor, Kimberly Pate – musica: Bigg D)
15. Mama (feat. Kelly Price) – 3:45 (testo: Taylor, Kelly Price – musica: D-Roc)

Durata totale: 51:20

## Classifiche
| Classifica (2019) | Posizione massima |
| ----------------- | ----------------- |
| Stati Uniti       | 126               |